# Raniceps raninus
Плоскоголовий минь або жабоголов (Raniceps raninus) — вид морських променеперих риб з монотипного однойменного роду Raniceps і родини Ranicipitidae ряду тріскоподібних. Поширений у північно-східній частині Атлантичного океану. Максимальна відома довжина тіла складає 30 см. 
Родина Ranicipitidae раніше розглядалося в ранзі підродини в складі родини тріскових. Статус підвищений до рангу родини.

## Опис
Тіло витягнуте, овальної форми. Пор бічної лінії на голові і на тілі немає. Голова широка, сплюснута в дорсо-вентральному напрямку. Верхня щелепа довше нижньої. На підборідді має вусик. Два спинних плавця, в першому — три коротких променя. У другому довгому спинному плавці 60-66 м'яких променів. Анальний плавник з довгою основою і 53-60 м'якими променями; нижній край прямий без вирізки. Грудні плавники широкі, закруглені, з 22-23 променями, їх закінчення доходять до початку анального плавця. Другий промінь черевних плавників подовжений, значно довшим за інші променів, досягає початку анального плавця. Хвостовий плавець закруглений, не з'єднується з другим спинним і анальним плавниками. Хребців 45-48. Тіло забарвлене в однотонний темно-коричневий колір з блакитним відтінком. Губи і кінчики плавців світлі    .Максимальна довжина тіла 30 см, зазвичай до 20 см.

## Біологія
Морські придонні риби. Живуть в прибережних водах на глибині 10-20 м, інколи зустрічаються на глибині до 100 м. Воліють кам'янисті грунти з чагарниками морських трав. Ведуть одиночний потайний спосіб життя, роблять лише локальні переміщення. Нерестяться в травні — вересні на глибині від 50 м до 70 м. Харчуються морськими зірками, хробаками, ракоподібними, молюсками і дрібними рибами .

## Ареал
Поширені в північно-східній частині Атлантичного океану: Тронхеймс-фьорд, протоки Скагеррак і Каттегат, Мекленбурзька бухта; біля узбережжя Норвегії, навколо Британських островів і до Біскайської затоки.